# Полиция штата Иллинойс
Полиция штата Иллинойс (англ. Illinois State Police) — правоохранительный орган американского штата Иллинойс. Она была основана в 1922 году после того, как Генеральная ассамблея Иллинойса поручила Департаменту общественных работ и зданий нанять необходимое количество офицеров Патрульной полиции штата для контроля за соблюдением Закона о транспортных средствах.

## Униформа
Офицеры Полиции штата Иллинойс носят светло-коричневые рубашки, темно-зелёные штаны с чёрной полосой с каждой стороны, коричневую шляпу с чёрной лентой, чёрный галстук и ремень с необходимым оборудованием и оружием. Также они могут носить пиджак такого же цвета, как и штаны. К зимней униформе относится коричневая куртка. Значок имеет вид шестиконечной звезды, на которой написаны звание полицейского, номер значка и надпись «Illinois State Police». Для полицейских званием ниже сержанта значок серебристого цвета, а для сержантов и выше — золотистого цвета.
Патрульные полицейские вооружены пистолетами.

## Звание
| Звание                     | Знак |
| -------------------------- | ---- |
| Директор                   |      |
| Заместитель директора      |      |
| Полковник                  |      |
| Подполковник               |      |
| Майор                      |      |
| Капитан                    |      |
| Лейтенант                  |      |
| Мастер-сержант             |      |
| Сержант                    |      |
| Старший полицейский        |      |
| Полицейский первого класса |      |
| Полицейский                |      |

## Территориальные отделы
| Карта        | Названия райнов | Место базирования |
| ------------ | --------------- | ----------------- |
|              | Отдел 1         | Стерлинг          |
| Отдел 2      | Элджин          |                   |
| Отдел Чикаго | Дес-Плейнс      |                   |
| Отдел 5      | Локпорт         |                   |
| Отдел 6      | Понитак         |                   |
| Отдел 7      | Ист-Молин       |                   |
| Отдел 8      | Метамора        |                   |
| Отдел 9      | Спрингфилд      |                   |
| Отдел 10     | Песотум         |                   |
| Отдел 11     | Коллинсвиль     |                   |
| Отдел 12     | Эффингем        |                   |
| Отдел 13     | Ду-Квин         |                   |
| Отдел 14     | Макомб          |                   |
| Отдел 16     | Пекатоника      |                   |
| Отдел 17     | Ласалле         |                   |
| Отдел 18     | Литчфилд        |                   |
| Отдел 19     | Кармай          |                   |
| Отдел 20     | Питтсфилд       |                   |
| Отдел 21     | Эшкам           |                   |
| Отдел 22     | Уллин           |                   |

## Структура

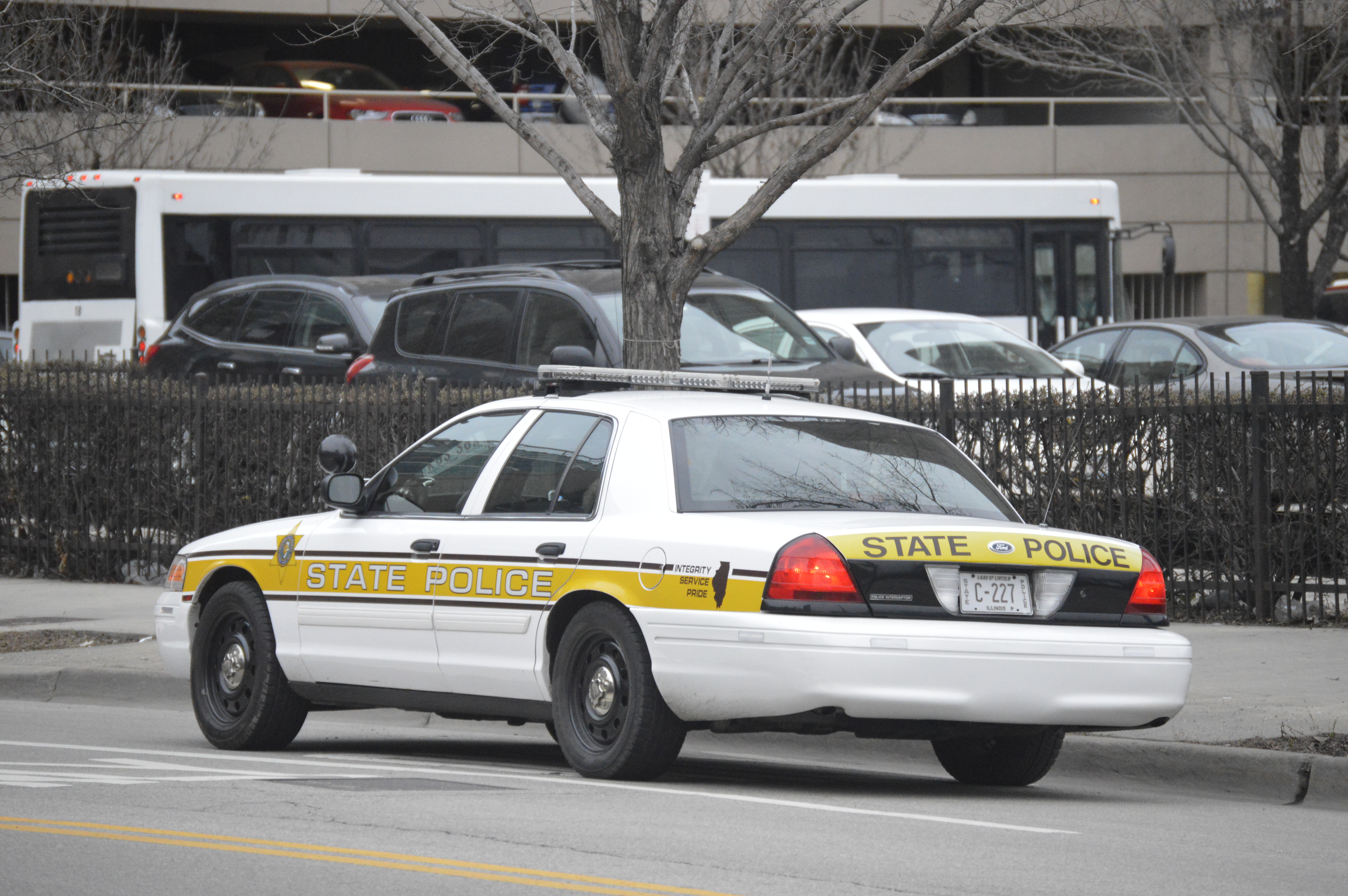
Патрульный автомобиль полиции штата Иллинойс

- Отдел операций — выполняет функции дорожного патрулирования и осуществляет расследование.
  - Региональные командования
  - Команда операций
    - Отдел хранения улик

  - Команда специальных операций
  - Речной патруль
  - Команда разведки
  - Бюро коммуникаций
- Отдел экспертизы
  - Экспертная команда
  - Команда места преступления
- Административный отдел
  - Службы поддержки
    - Бюро административных услуг
    - Бюро идентификации
    - Бюро логистики
    - Академия полиции штата

  - Технические службы
    - Бюро администрирования программ
    - Бюро информационных услуг
    - Бюро огнестрельного оружия
- Отдел внутренних расследований — расследует преступления совершенные офицерами полиции штата и другими правоохранителями штата
  - Северная команда
  - Южная команда
  - Команда административных услуг
  - Команда идентификации нарушителей

Также существует Совет полиции штата Иллинойс, который предоставляет разрешение на назначение и повышение офицеров полиции штата, а также может давать оценку дисциплине, увольнять, отстранять от выполнения обязанностей и понижать офицеров. Совет состоит из пяти гражданских лиц, которые назначаются губернатором по представлению сената штата на шестилетний срок. В совете не может быть одновременно больше чем три человека из одной политической партии.

## Демография
| Категория        | В полиции штата | В штате Иллинойс |
| ---------------- | --------------- | ---------------- |
| Мужчины          | 91 %            | 49 %             |
| Женщины          | 9 %             | 51 %             |
| Белые            | 80 %            | 73.5 %           |
| Афроамериканцы   | 13 %            | 15.1 %           |
| Латиноамериканцы | 6 %             | 12.3 %           |
| Азиаты           | 1 %             | 3.4 %            |